# Карл Шмідт (політик)
Карл Олександрович Шмідт (нім. Karl-Ferdinand Alexander Schmidt, рум. Carol Schmidt; 1846, Бєльці — 1928, Кишинів) — міський голова Кишинева. Цей період був відзначений значним розвитком міської інфраструктури, архітектури та промисловості.

## Біографія
Народився у Бєльцях 25 червня 1846 року у змішаній німецько-польській родині. Мати була полькою; батько, колезький радник Олександр Карлович Шмідт, походив з бессарабських німців, служив хірургом у Лікарській управі Бессарабської області.
У 1857—1863 роках навчався в Кишинівській гімназії. У 1863 році вступив на фізико-математичний факультет Київського університету св. Володимира, але за рік перейшов на юридичний факультет Новоросійського університету в Одесі.
З 20 вересня 1877 був міським головою Кишинева. У квітні 1903 року після єврейського погрому 1903 року склав із себе повноваження міського голови.
Помер 9 березня 1928 року. Похований на Центральному (Вірменському) цвинтарі в Кишиневі. Під час будівництва кінотеатру Gaudeamus могилу зберегти не вдалося. Пам'ятну табличку встановлено на могилі сина, Володимира Карловича Шмідта, похованого в 1938 році.

## Увічнення пам'яті

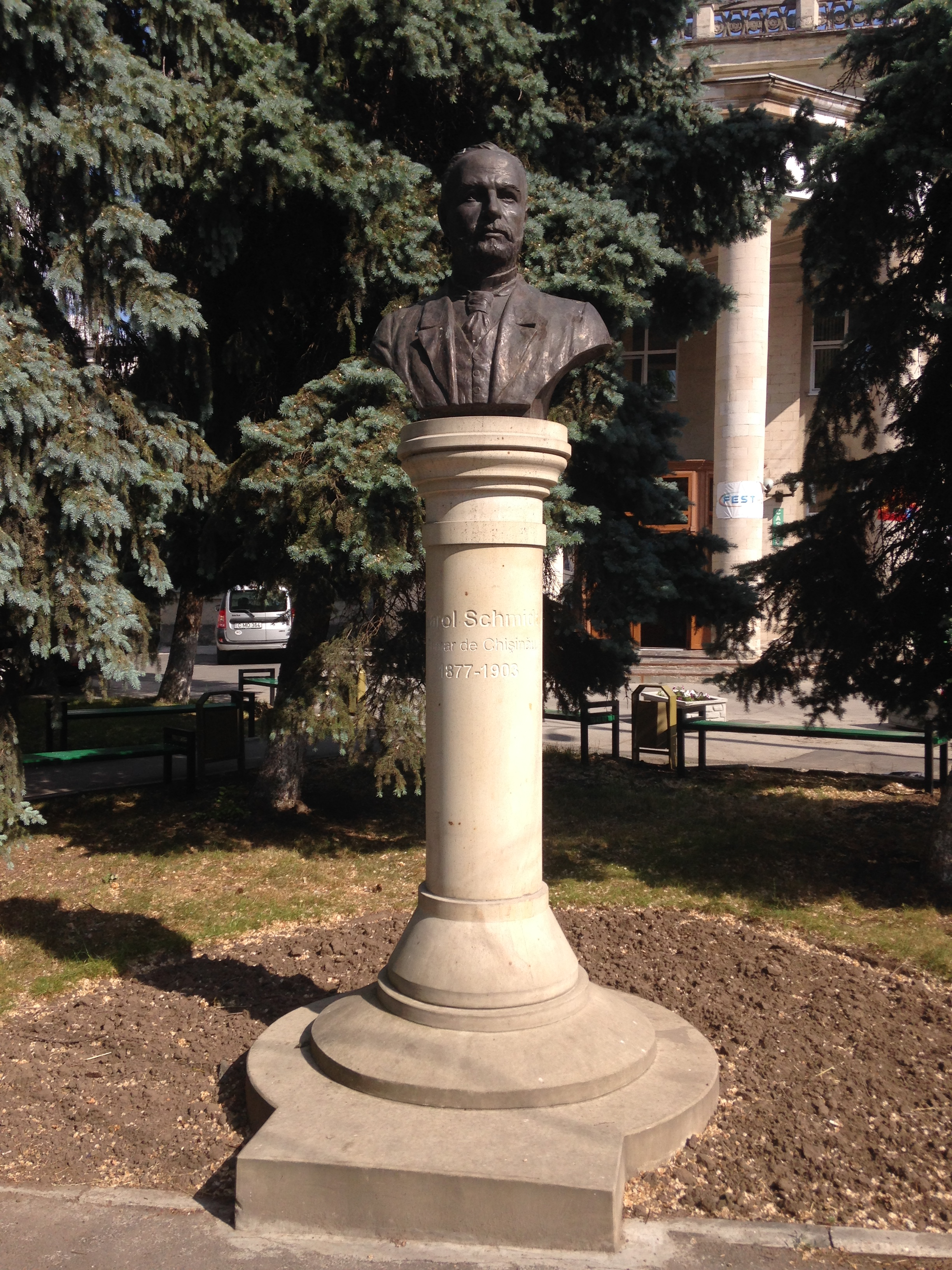
Пам'ятник Карлу Шмідту у Кишиневі

Будинок у Кишиневі, в якому проживав Карл, зберігся досі і розташований за адресою — вулиця Митрополит Варлаам 84. У 2013 році фасад та дах будівлі було реставровано. Гроші були виділені з державного бюджету Кишинева.

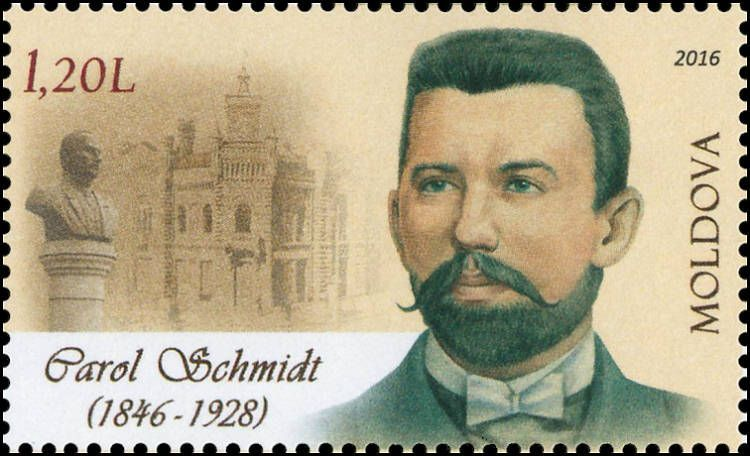
Карл Шмідт на поштовій марці Молдови. 2016 р.

10 травня 2014 року в Кишиневі було відкрито пам'ятник Карлу Шмідту. Автор молдавский скульптор В'ячеслав Жиглицький. У церемонії відкриття взяли участь голова парламенту Молдови Ігор Корман та віце-голова Бундестагу Німеччини Улла Шмідт.

## Родина
Був одружений з Марією Іванівною, до шлюбу Крісті. З нею мав чотирьох дітей — два сини і дві дочки:
- Володимир (1878—1938) — слідчий, був одружений з Оленою Владиславівною Вольською, донькою колезького радника. Від неї мав двох дочок та сина: Марію (нар. 1905) та Катерину (нар. 1913), ім'я сина невідоме;
- Олександр (1879—1954) — юрист, кандидат економічних наук (1937), професор (1946). Обіймав посаду примара Кишинева в 1917—1918 роках.
- Марія (1880-?);
- Тетяна (1881—1945) — була одружена з Іваном Антоновичем Мануйловим. У 1940 році була з чоловіком заарештована і заслана, цього ж року чоловік помер дорогою до місця заслання. Померла у Казахстані.